# Kaghaznagar
Kaghaznagar là một thành phố và khu đô thị của huyện Asifabad thuộc bang Telangana, Ấn Độ.

## Nhân khẩu
Theo điều tra dân số năm 2001 của Ấn Độ, Kaghaznagar có dân số 59.549 người. Phái nam chiếm 51% tổng số dân và phái nữ chiếm 49%. Kaghaznagar có tỷ lệ 69% biết đọc biết viết, cao hơn tỷ lệ trung bình toàn quốc là 59,5%: tỷ lệ cho phái nam là 78%, và tỷ lệ cho phái nữ là 61%. Tại Kaghaznagar, 11% dân số nhỏ hơn 6 tuổi.